# Yae Ibuka
Yae Ibuka (井深八重, Ibuka Yae) (23 octobre 1897 - 15 mai 1989) est une infirmière japonaise célèbre pour son travail auprès de personnes atteintes de la lèpre.
Elle est diagnostiquée malade de la lèpre et hospitalisée à l'hôpital Koyama Fukusei en 1919. Le diagnostic se révèle erroné trois ans plus tard mais, grandement impressionnée par le directeur de l'hôpital, Drouart de Lézey, elle décide de travailler comme infirmière auprès des malades de la lèpre. En 1961, elle reçoit la médaille Florence Nightingale.

## Biographie
Né à Taïwan, alors dans l'empire du Japon, Ibuka est la fille d'un politicien, Hikosaburo Ibuka. Elle est diplômée du collège Dōshisha pour femmes (aujourd'hui une université) et enseigne l'anglais à Nagasaki où elle développe une infection de la peau qui est diagnostiquée comme de la lèpre. Elle est hospitalisée à l'hôpital Koyama Fukusei sans avoir eu connaissance du diagnostic. La nouvelle de sa maladie la choque. Trois ans plus tard, voyant que sa maladie ne progresse pas, elle demande l'avis du professeur Keizo Dohi (en) de l'université impériale de Tokyo en 1922. Le diagnostic de la lèpre est démontré erroné. Observant le directeur de l'hôpital, elle décide de travailler avec les malades de la lèpre et devient infirmière. En 1923, elle devient la seule infirmière qualifiée de l'hôpital. Elle reste infirmière en chef jusqu'au 6 avril 1978 quand elle devient infirmière en chef d'honneur. Son dévouement aux patients de la lèpre est grandement apprécié. Elle devient la première présidente de l'association des infirmières catholiques du Japon. Elle meurt en 1989, un jour avant le 100e anniversaire de l'hôpital Koyama Fukusei. Le lendemain, elle reçoit à titre posthume une distinction spéciale de la princesse Kikuko Takamatsu du Japon.

## Distinctions
- En 1959, elle reçoit l'ordre de Saint-Sylvestre par le Pape Jean XXIII.
- En 1961, elle reçoit la médaille Florence Nightingale.
- En 1977, elle reçoit le prix Asahi du Bien-être social.